# Гай Емілій Мамерцін
Гай Емі́лій Мамерці́н (лат. Gaius Aemilius Mamercinus; IV століття до н. е.) — політичний і військовий діяч Римської республіки; дворазовий військовий трибун з консульською владою (консулярний трибун) 394 і 391 років до н. е.

## Біографічні відомості
Походив з патриціанського роду Еміліїв. Про батьків, молоді роки Луція Емілія відомості не збереглися.

### Перша трибунська каденція
394 року до н. е. його було вперше обрано військовим трибуном з консульською владою разом з Марком Фурієм Каміллом, Луцієм Фурієм Медулліном, Луцієм Валерієм Публіколою, Спурієм Постумієм Альбіном Регілленом і Публієм Корнелієм Сципіоном. Марку Фурію Каміллу було доручено провести військову кампанію проти фалісків, яка скінчилася їхньою капітуляцією, Спурій Постумій та Гай Емілій проводили військові дії проти еквів. спочатку їм вдалося завдати супротивнику поразки, але потім екви зібралися з силами і розбили Спурія, через що військо Гая Емілія побігло, пераставши підкорятися своєму командиру. 

### Друга трибунська каденція
391 року до н. е. його було вдруге обрано військовим трибуном з консульською владою разом з Луцієм Фурієм Медулліном, Сервієм Сульпіцієм Камеріном Руфом, Луцієм Лукрецієм Триципітіном Флавом, Агріппою Фурієм Фузом і Луцієм Емілієм Мамерціном (можливо його братом чи близьким родичем). Того року велись бойові дії проти етрусків та їхніх союзників сапієнатів, які закінчились вдало для Римської республіки. Разом з тим відбулася моровиця в Римі. Наприкінці цієї каденції гали на чолі з Бренном вторглися до Італії.
Після цього року згадок про подальшу долю Гая Емілія Мамерціна немає.